# Psophocarpus lecomtei
Psophocarpus lecomtei är en ärtväxtart som beskrevs av Tisser. Psophocarpus lecomtei ingår i släktet Psophocarpus och familjen ärtväxter. Inga underarter finns listade i Catalogue of Life.